# Xiaman Muchang (bondby i Kina, Sichuan Sheng, lat 33,57, long 102,47)
Xiaman Muchang (kinesiska: 辖曼牧场) är en bondby i Kina. Den ligger i provinsen Sichuan, i den sydvästra delen av landet, omkring 360 kilometer nordväst om provinshuvudstaden Chengdu. Antalet invånare är 1 557. Befolkningen består av 763 kvinnor och 794 män. Barn under 15 år utgör 27,0 %, vuxna 15-64 år 65 %, och äldre över 65 år 6,0 %.
Runt Xiaman Muchang är det mycket glesbefolkat, med 6 invånare per kvadratkilometer. Det finns inga andra samhällen i närheten. Trakten runt Xiaman Muchang består i huvudsak av gräsmarker.
Genomsnittlig årsnederbörd är 878 millimeter. Den regnigaste månaden är juli, med i genomsnitt 196 mm nederbörd, och den torraste är december, med 6 mm nederbörd.